# Ectropis diluta
Ectropis diluta là một loài bướm đêm trong họ Geometridae.